# Суклейская дворовая
Сукле́йская дворо́вая или Суклейская дворовая собака — самая редкая серебряная монета Приднестровской Молдавской Республики, отчеканенная в составе серии «Красная книга Приднестровья» в 2008 году. Выпущена Приднестровским республиканским банком, номер в каталоге — 520-207-05.
Номинал монеты 3 рубля, диаметр 50 мм, масса 101,5 грамма. Качество чеканки — пруф. Тираж составил всего 5 экземпляров.

## Происхождение монеты
Серия памятных монет «Красная книга Приднестровья» состоит из 13 монет, выпущенных с 2008 по 2017 год. Вестник Приднестровского республиканского банка в № 3 за 2008 год опубликовал план выпуска памятных и юбилейных монет на 2008 год:
| Серия                       | Название монеты     | Дата выпуска |
| --------------------------- | ------------------- | ------------ |
| Красная книга Приднестровья | Осётр русский       | 18.01.2008   |
| Красная книга Приднестровья | Филин               | 15.02.2008   |
| Красная книга Приднестровья | Тюльпан Биберштейна | 17.03.2008   |
| Красная книга Приднестровья | Выдра               | 01.04.2008   |

О планах выпуска монеты «Суклейская дворовая» заявлено не было.
Многие нумизматы восприняли появление информации о данной монете как розыгрыш, так как упоминание в Красной книге Приднестровья об этом животном отсутствует, как и не существует в природе такой породы собак, как суклейская дворовая. Сукле́я — название села, центра Суклейского сельсовета Слободзейского района непризнанной Приднестровской Молдавской Республики.
Спустя несколько месяцев после публикации информации на официальном сайте Приднестровского республиканского банка выяснилось, что это был настоящий выпуск. Вместо четырёх монет было выпущено пять. Тираж четырёх памятных монет составил 500 штук каждого вида. Пятая монета — «Суклейская дворовая» вышла тиражом всего в 5 экземпляров.
Достоверная информация об истинных причинах выпуска странной монеты отсутствует.

## Ценность
Часть коллекционеров проигнорировали выпуск монеты, на других она произвела впечатление.
В 2012 году на аукционах монету «Суклейская дворовая» оценивали в 20 000 долларов США